# 内海村

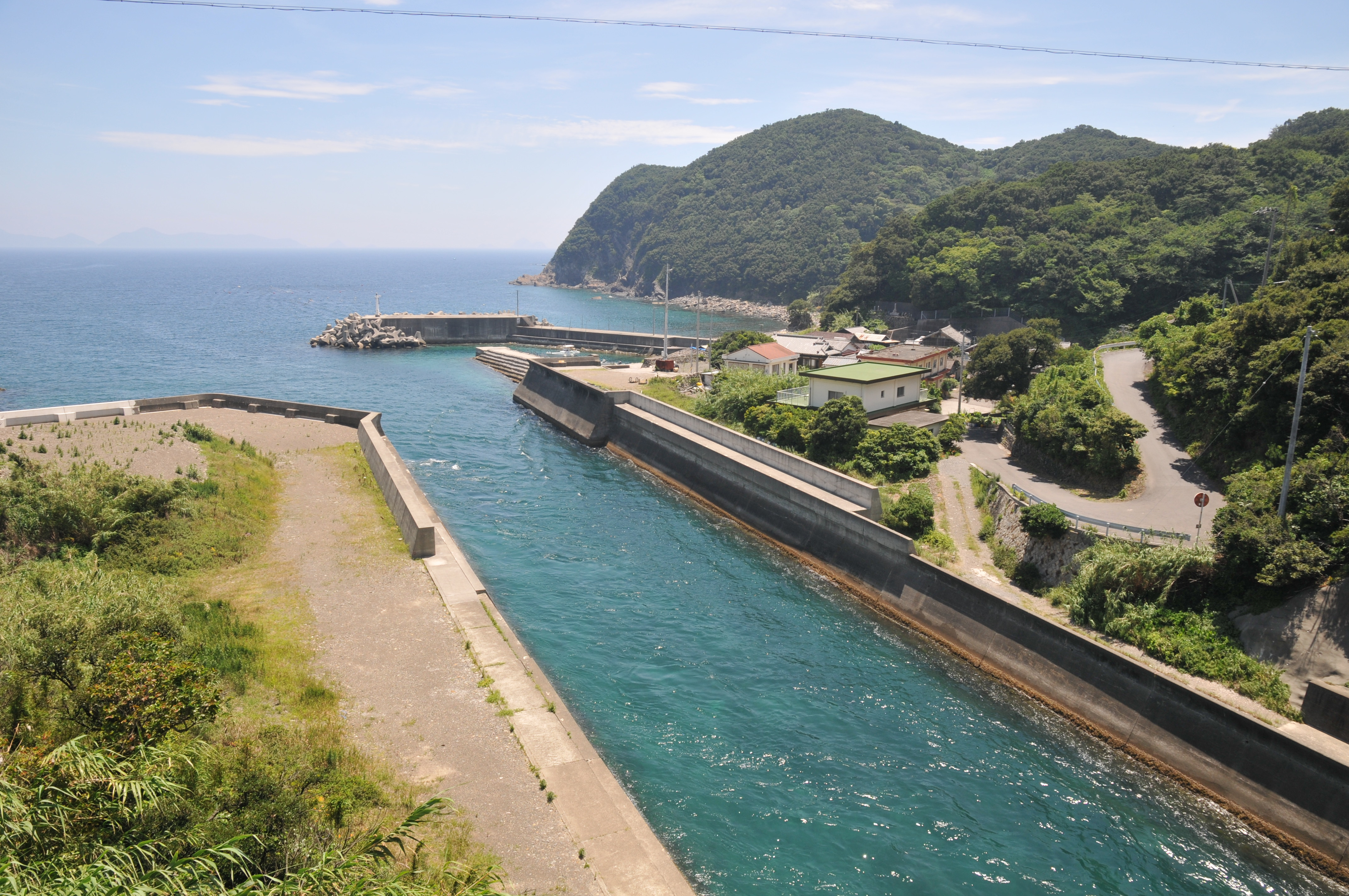
船越運河

内海村（うちうみむら）は、かつて愛媛県の南予地方にあった村である。2004年の合併により、自治体としての内海村も消滅した。正式な読みは「うちうみ」だが、県外者からは「うつみむら」と呼ばれることが多かった。

## 地理

### 位置・地形
愛媛県の南部、宇和海に突き出した由良半島の南側から御荘町との境にある室手海岸までの地域である。宇和島市から約25km。
由良半島のふところに抱かれた、彎曲の多い地形をしている。傾斜地がほとんどであり、平地はわずかである。山は面積としては多いものの、強い季節風を受けるなど、植生の環境に恵まれず、また水産業が盛んであり、木材生産地としての森林には関心が伝統的に希薄であり、ほとんど手付かずとなっている。
南予地方の多くの地でみられる海辺の柑橘園はこの地域ではあまりみられない。
- 島 - 三つ子岩

### 村名の由来
村は内海湾を取り囲む形をしているため。（南部が分村（経緯は歴史の項参照）するまでは湾の南側の半島も含めて、三方を取り囲む広い範囲であった。）
中世には既に、この地域一帯は「内海」と呼ばれていた。（地形の関係で、奥地には集落が発達しなかった）

### 地域
村役場のおかれた柏に比較的大きい集落がある。これに柏崎、須ノ川を合わせた3集落が村の中心部といえる。他の集落は、浦ごとに形成されているが、総じて小規模。役場の立地する柏集落においても、商店街等は形成されなかったが、飲食店や宿泊施設等は国道56号沿道に立地している。
集落 - 網代（あじろ）、家串（いえくし）、柏（かしわ）、柏崎（かしわざき）、須ノ川（すのかわ）、魚神山（ながみやま）、平碆（ひらばえ）、油袋（ゆたい）の地区がある。
当村は海岸線が50キロメートル以上にも達しており、交通の便が発達するまでは集落間の行き来にも困難をきたしていた。そのため、南部の集落にあっては明治期と太平洋戦争後の一時期分村運動が持ち上がった。上に列挙した集落は村域が安定した後の集落である。

## 歴史
中世以前
- 由良神社開基（三好入道秋山による開基伝説）　付近の海岸部一帯の総鎮守として信仰を集める。

近世
- 宇和島藩に属する。同藩の統治上、御荘組に組み入れられ、内海浦、須の川、柏の1浦2村があり、内海浦にはさらに柏崎・平碆・家串・魚神山（ながみやま）の4つの枝浦があった。また、家串浦に船番所がおかれていた。
- 延宝3年 - 魚神山開浦される。
- 文化5年5月 - 綱代浦が新たな浦として藩に認められる。土佐藩領の和田村（現：宿毛市和田）出身の儀左衛門が開拓したもの。獣害、火災などの災厄を乗越え、後に漁業に転化、子孫が藩から浦和姓を賜る。
- 文化5年6月 - 伊能忠敬が一行15名とともに測量のため入村。約35日滞在。

明治以降
- 明治初期、柏と内海浦の2つの村があった。
- このころイワシ刺し網漁始まる。明治初期から昭和初期にかけて漁業紛争が絶えず発生した。
- 1889年（明治22年）12月15日 - 町村制施行にともない「内海村」となる。
- 1889年（明治22年） - この頃より内海浦の南部にて分村運動起こる。当村は海岸線が長く、陸上交通が未発達であったこと、御荘湾に面した半島部と内海湾の沿岸部と2地域に大別されるなど、分村の要素をはらんでいた。
- 1896年（明治29年） - 南予運輸株式会社の御荘-宿毛・小筑紫航路の汽船が舟越に寄航始まる。
- 1905年（明治38年） - 深泥・赤水・中浦の分村は不許可になった。
- 昭和初期 - 再び分村運動起こるが、戦時下となったため沈静。
- 太平洋戦争終結、民生安定に伴い、再び分村の機運高まる。
- 1947年（昭和22年） - 中浦ほかによる分村の陳情書提出される。
- 同年8月 - 柏・柏崎・須ノ川地域による一村形成運動始まる。
- 1948年（昭和23年）2月 - 村による分村決議。
- 1948年（昭和23年）11月3日 - 中浦・猿鳴・高畑・赤水・防城成川及び平山の一部が「南内海村」として分立。その後、昭和31年に南内海村は御荘町と合併。大島は南部地区の村民の信仰を集めていた厳島神社があったため、平山地区から分離され、分村したもの。
  - 同日 - 深泥及び平山の一部が御荘町へ境界変更。
- 1950年（昭和25年）3月21日 - 昭和天皇の戦後巡幸。岩松町から御荘町に向かう途上、内海村の柏崎に立ち寄った[2]。
- 2004年（平成16年）10月1日 - 御荘町・城辺町・一本松町・西海町との新設合併で愛南町となり、内海村は消滅。

### 内海村の系譜
| 村名          | 1889年12月15日 | 1948年11月3日                                         | 1957年 9月30日 | 2004年10月1日 |
| ------------- | -------------- | ----------------------------------------------------- | -------------- | ------------- |
| 柏村          | 内海村         | 内海村                                                | 内海村         | 愛南町        |
| 内海浦南町    | 内海村         | 南内海村大字 中浦・猿鳴高畑・赤水防城成川平山(字大島) | 御荘町         | 愛南町        |
| 御荘村→御荘町 |                |                                                       | 御荘町         | 愛南町        |

## 行政
歴代村長
- 初代　廣瀬友一　昭和22年4月9日-昭和26年4月8日
- 2代　赤樫芳馬　昭和26年4月23日-昭和30年4月30日
- 3代　中川庫一　昭和30年5月1日-昭和34年4月30日
- 4代　中川庫一　昭和34年5月1日-昭和38年4月30日
- 5代　中川庫一　昭和38年5月1日-昭和42年4月30日
- 6代　中川庫一　昭和42年5月1日-昭和46年4月30日
- 7代　中川庫一　昭和46年5月1日-昭和50年4月30日
- 8代　中尾喜六　昭和50年5月1日-昭和54年4月30日
- 9代　中尾喜六　昭和54年5月1日-昭和58年4月30日
- 10代　高橋嘉馬　昭和58年5月1日-昭和62年4月30日
- 11代　高橋嘉馬　昭和62年5月1日-平成2年4月30日　辞職
- 12代　中川二三男　平成2年5月20日-平成2年9月30日　病気退職
- 13代　中村政一　平成2年10月1日-平成6年5月28日　死亡
- 14代　赤樫重幸　平成6年6月12日-平成10年6月11日
- 15代　赤樫重幸　平成10年6月12日-平成13年8月28日　辞職
- 16代　加幡仁一　平成13年10月8日-平成16年9月30日　合併

　特に記したもの以外は任期満了
市町村合併の経緯
南宇和郡の5箇町村は、広域行政をともにするなどの行政の結びつきは強かった。人々の意識の面でも「南郡」（なんぐん、南宇和郡の略）という呼び方が定着しており、きわめて一体感があった。また、隣接の町村とも物理的な距離があった。このため、内海村が5箇町村の枠組みに加わることにほとんど異論は聞かれなかった。
可能性としては、由良半島が稜線が郡境となり南北で行政区画が分かれているが、水道は共同であるため、半島の北側の津島町の一部地域が合流するか、またはその逆くらいのものであった。実際には、平成の合併成就までの期間的な問題、津島町側で別の問題で紛糾し時間が徒に経過したこともあって、分村（分町）に至るほどのエネルギーは生じなかった。

## 社会・文化

### 祭り
- 牛鬼（うしおに）、五つ鹿、八つ鹿、荒獅子（獅子舞）、四つ太鼓などが登場する。これらは旧宇和島藩領地一帯で広く見られる。なお、当地では牛鬼は「ウショウニン」「ウショーニン」などと呼ぶ。鹿踊りは古くは「ししまい」と、太平洋戦争後まもなくの頃までは「鹿の子」「デンデコ」と呼んでいた。

### 教育
- 小学校　かつては各地の集落に小学校がおかれていた。

- 中学校　過去、当村域には、柏・家串・魚神山の3つの中学校が存していたが、統合されて村立内海中学校となった。内海村が合併し愛南町となったため愛南町立内海中学校となった（さらに同校も2024年3月閉校。このため、旧内海村域に中学校はなくなった）。

- 村内に高等学校はなく、愛媛県立南宇和高等学校か宇和島市内の学校へ進学することが多い。国道56号を走るバスがあり、バス通学が可能。

## 経済・産業

### 水産業
水産業が盛んであり、全就業者の7割が水産業に関係している。かつては、イワシ漁が中心であったが、真珠母貝の養殖技術が導入され、海域の条件が適合していたこともあったことから主力産業に躍り出て、大いに繁栄した。一時は四国でも有数の裕福な漁村であるといわれた時期もあった。村自体でも海洋資源開発センターを設け、こうした活動を支援してきた。しかしながら、真珠貝の大量斃死が発生、基幹産業に大きな打撃を受けて、養殖業者の疲弊のみならず、村の経済も基盤が揺らいだ。四国一裕福から、四国一貧しい漁村に逆戻りしてしまったと、自虐的な言葉も聞かれるほどであった。
今日では、ようやく歯止めがかかり、環境浄化など産地再生に向けての事業者・組合・行政が一体となった取組みも実ってきた。
その他、獲る漁業としては、イワシ、タチウオ、モイカ、ウツボなど。養殖では、真珠母貝のほか、ひおうぎがいの養殖に取り組む業者が増えてきた。また、貝殻などを活かした、アート作品づくりと、特産品としての開発も地道に行われ、村の交流施設「ゆらり内海」等で販売されている。

### 農業
農業では、耕地はわずかであるが、みかん類、オランダエンドウの栽培のほか、地鶏の養育も行われている。

## 交通

### 鉄道
町内に鉄道はない。 最寄り駅 - JR四国 予讃線宇和島駅

### 道路
国道
国道56号 - 村内を縦貫する唯一の幹線。宇和海の絶景を望む海岸線にそって走り、快適なドライブルート。
県道
愛媛県道292号網代鳥越線
由良半島は細長い半島であるが、途中の船越運河までは半島の南（内海村）と北（津島町、現：宇和島市）とそれぞれ狭い区間がありながらも道路がある。運河で一本になり、半島の北にいったり南に行ったりしながら、綱代という末端集落へと通じている。

## 観光
- 観光地・名所旧跡 - 須ノ川海岸、須ノ川公園（オートキャンプ場など、ゆらりなど）、由良岬（砲台跡、船越運河、浦和家、綱代開拓の歴史的遺産など）、柏坂（かつての遍路道、茶堂あり）
- イベント・祭り 家串荒獅子、うつうみ夏祭り、観音祭り、村民文化祭
- 特産物 真珠、ひおうぎがい（緋扇貝）、緋扇貝殻加工品、ヒジキ、ウツボ、タチウオ、モイカなど多数。

## 出身有名人
- 浦和盛三郎 - 綱代集落出身の実業家
- 夏井いつき - 俳人
- 初代内海突破 - 漫才師